# Баия душ Тигриш

Баия душ Тигриш (на португалски: Baía dos Tigres) е остров на атлантическото крайбрежие на Ангола, част от провинция Намибе. Той е най-големият остров на страната. Дълъг е около 30 km.
Богат е на птичи видове. Последни проучвания са установили, че е обитаван от 11000 птици от 25 вида, много от които застрашени. Тук се срещат и много видове морски костенурки.